# Ievgueni Pliúsxenko
Ievgueni Pliúsxenko (rus: Евге́ний Ви́кторович Плю́щенко)  (Dzhamku, 3 de novembre de 1982) és un patinador artístic sobre gel rus, un dels més destacats de la dècada del 2000.

## Carrera esportiva
Va participar, als 19 anys, en els Jocs Olímpics d'Hivern de 2002 realitzats a Salt Lake City (Estats Units), on aconseguí guanyar la medalla de plata per darrere del seu compatriota i rival Alexei Yagudin. En els Jocs Olímpics d'Hivern de 2006 realitzats a Torí (Itàlia) aconseguí guanyar la medalla d'or. El 2007 decidí retirar-se de la competició, si bé retornà per participar en els Jocs Olímpics d'Hivern de 2010 realitzats a Vancouver (Canadà), on aconseguí finalitzar en segona posició just per darrere del nord-americà Evan Lysacek.
Als Jocs Olímpics d'Hivern de 2014 realitzats a Sotxi (Rússia) fou el principal candidat a aconseguir el títol olímpic en individuals, si bé una lesió li impedí participar en la prova. Anteriorment, però, en aquests Jocs aconseguí ajudar el seu equip a aconseguir la medalla d'or en la competició per equips, en la primera edició que aquesta modalitat entrava a formar part del programa olímpic.
Al llarg de la seva carrera ha guanyat cinc medalles en el Campionat del Món de patinatge artístic, destacant les medalles d'or aconseguides els anys 2001, 2003 i 2004. En el Campionat d'Europa de patinatge artístic ha guanyat deu medalles, set d'elles d'or (2000, 2001, 2003, 2005, 2006, 2010 i 2012). Així mateix també ha guanyat vuit vegades el campionat nacional de Rússia.
El març de 2022, Plushenko va publicar un vídeo d'Instagram en què donava suport a la invasió a gran escala d'Ucraïna per part de Rússia i la qualificava d'"operació especial inevitable".  El desembre de 2022, el Parlament ucraïnès va sancionar Plushenko pel seu suport a la guerra.